# Čara
Čara (rusky Чара) je řeka v Zabajkalském kraji, v Irkutské oblasti a v Jakutské republice v Rusku. Je 851 km dlouhá. Povodí má rozlohu 87 600 km².

## Průběh toku
Pramení na jižních svazích hřbetu Kodar. Protéká Čarskou kotlinou a skrze hřbet Kodar, přičemž vytváří peřeje. Ústí zleva do Oljokmy (povodí Leny). Hlavní přítoky jsou Žuja zleva a Tokko zprava.

## Vodní režim
Zdroj vody je dešťový, sněhový, ledovcový i podzemní. Nejvyšších vodních stavů dosahuje od května do září. Průměrný roční průtok vody činí 900 m³/s. Zamrzá v říjnu a rozmrzá v květnu.

## Využití
Vodní doprava je možná v délce 416 km. V povodí řeky se nachází Udokanská rudná oblast. Podél horního toku prochází Bajkalsko-amurská magistrála.